# ليم جوهوان
ليم جو هوان (مواليد 18 مايو 1982)، هو ممثل كوري جنوبي. يُعرف بأدواره الرئيسية في المسلسلات التلفزيونية مثل "تامرا، الجزيرة" (2009)، "إنذار قبيح" (2013)، "حب لا يمكن السيطرة عليه" (2016)، و"عروس هابيك" (2017).

## روابط خارجية
- ليم جوهوان على موقع IMDb (الإنجليزية)
- ليم جوهوان على موقع قاعدة بيانات الفيلم (الإنجليزية)